# Louis Mordell
Louis Joel Mordell (ur. 28 stycznia 1888 w Filadelfii, zm. 12 marca 1972 w Cambridge) – brytyjski matematyk. Laureat Medalu Sylvestera za rok 1949.

## Życiorys
Urodził się w żydowskiej rodzinie pochodzącej z Litwy. Studiował w St John’s College na Uniwersytecie Cambridge; licencjat uzyskał z trzecim wynikiem na roku (ang. Third Wrangler) .
Udowodnił nierówność Erdősa za co otrzymał Medal Sylvestera.